# .moe
域名 .moe 是互联网域名系统中的一个顶级域名（TLD）。它的名称来自于日语俚語（萌），扎根于日本御宅族文化，意味着这个顶级域名主要为御宅族、动画爱好者、工作者、创作者、商务等服务。Interlink是這個網域名稱的域名注册局。

## 歷史
2012年，日本Interlink開始探討 .moe 作為頂級網域名稱的可行性並發展之。
2013年11月13日，ICANN與Interlink達成網域名稱註冊合作協議，正式啟用 .moe網域名稱，由Interlink負責 .moe 網域名稱的營運和管理。於2014年3月11日.moe 頂級域登錄根網域（DNS root zone），正式在根網域名稱伺服器級別進行解析。
2014年4月11日至2014年6月期間，Interlink舉辦了標誌設計大賽，為 .moe 網域名稱徵集標誌。同年6月22日，.moe 網域名稱開放公眾註冊。

## 其它
除了 .moe 以外，Interlink還發展了 .earth 、.osaka 頂級網域名稱，並獲得IANA通過。